# قرار مجلس الأمن التابع للأمم المتحدة رقم 862
قرار مجلس الأمن التابع للأمم المتحدة رقم 862، المتخذ بالإجماع في 31 آب / أغسطس 1993، بعد التذكير بالقرارات 841 (1993) و861 (1993) والاتفاق بين رئيس هايتي والقائد العام للقوات المسلحة لهايتي، أعاد المجلس التأكيد على التزام المجتمع الدولي بإيجاد حل في هايتي وناقش إنشاء قوة شرطة جديدة في هايتي في إطار بعثة الأمم المتحدة المقترحة في هايتي.
ناقش المجلس إيفاد فريق متقدم لا يزيد قوامه عن 30 فرداً على الفور لتقييم الاحتياجات والاستعداد للإيفاد المحتمل لكل من الشرطة المدنية وعنصر المساعدة العسكرية في بعثة الأمم المتحدة في هايتي. وستستمر ولاية الفريق المتقدم لمدة شهر واحد مع احتمال إدماجه في بعثة الأمم المتحدة لحفظ السلام في هايتي عند إنشائها.
سينتظر المجلس تقريراً آخر من الأمين العام بطرس بطرس غالي بشأن الإنشاء المقترح لبعثة الأمم المتحدة في هايتي وتكاليفها المالية، والإطار الزمني، والنتائج المتوقعة، والتنسيق مع عمل منظمة الدول الأمريكية، وطالبه كذلك الدخول في اتفاق بشأن وضع القوات مع حكومة هايتي لتسهيل إيفاد مبكر لبعثة الأمم المتحدة في هايتي عندما يقرر المجلس ذلك. تم إنشاء البعثة رسميًا بموجب القرار 867.

## روابط خارجية
- نص القرار في undocs.org